# Kościół Bożego Ciała w Ścinawce Średniej
Kościół Bożego Ciała w Ścinawce Średniej – zabytkowy kościół we wsi Ścinawka Średnia.
Kościół filialny parafii w Ścinawce Średniej wybudowany w  1517, przebudowany w XVIII w.